# Orthodoxer jüdischer Friedhof (Prešov)
Koordinaten: 49° 0′ 33,7″ N, 21° 13′ 1,1″ O

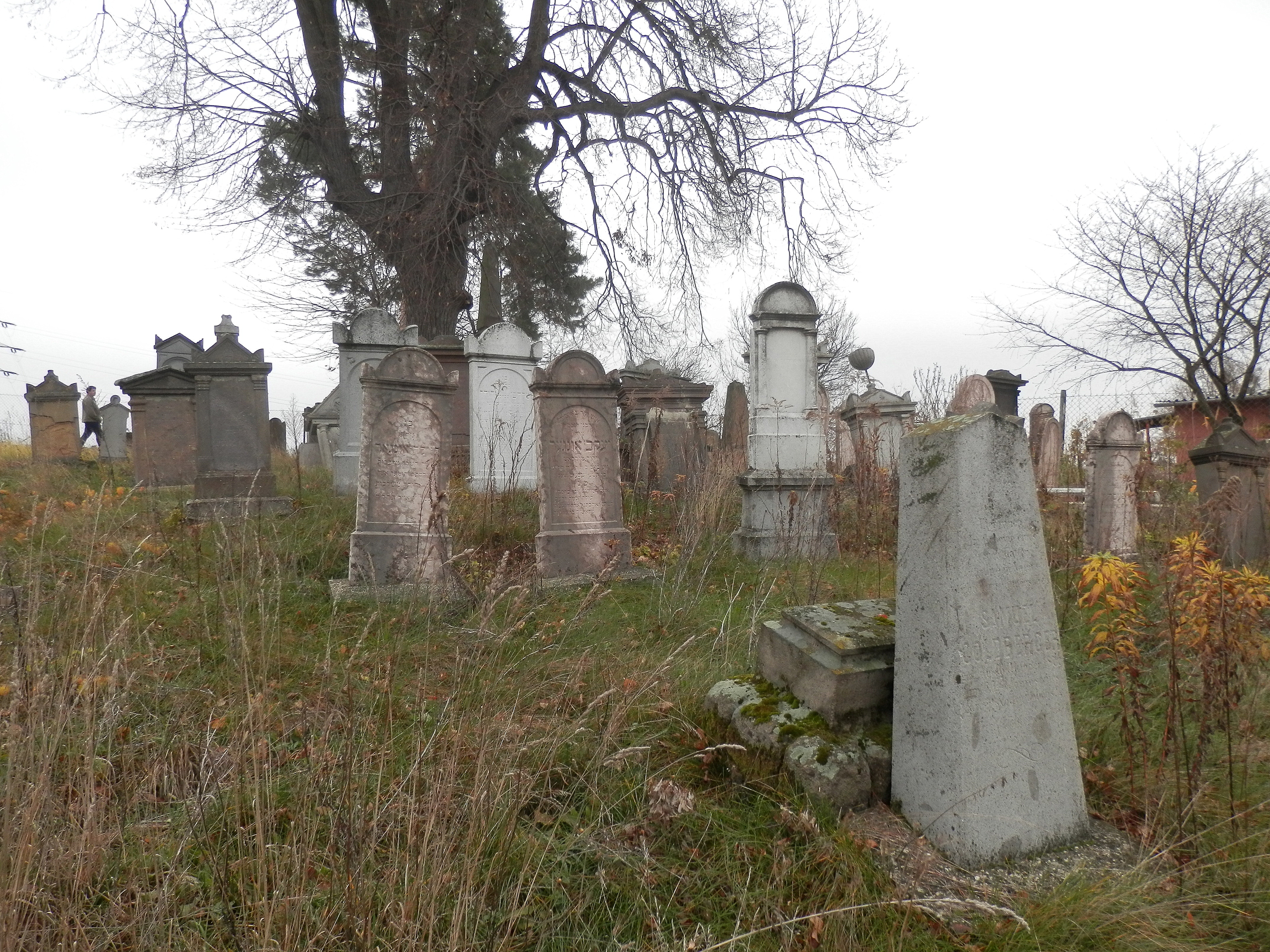
Orthodoxer jüdischer Friedhof in Prešov

Der Orthodoxe jüdische Friedhof in Prešov, einer slowakischen Stadt im Bezirk Prešov, wurde 1827 auf einer 48 × 58 Meter großen Parzelle angelegt und ist damit der älteste jüdische Friedhof in Prešov.
Der jüdische Friedhof in der Tehelná-Straße ist ein geschütztes Kulturdenkmal. Die letzte Bestattung fand im Jahr 1887 statt.